# Senice na Hané zastávka
Senice na Hané zastávka je železniční zastávka v Senici na Hané v Olomouckém kraji. Leží v km 10,561 jednokolejné neelektrizované trati Červenka – Senice na Hané mezi stanicemi Litovel předměstí a Senice na Hané.

## Historie
Byť byla železniční trať procházející zastávkou uvedena do provozu již v roce 1886, zastávka byla zřízena až v roce 1948. Původně nesla označení km 10,3, od roku 1958 se používá název Senice na Hané zastávka.

## Popis zastávky
V zastávce je u traťové koleje zřízeno úrovňové nástupiště o délce 42 metrů a s nástupní hranou ve výšce 550 mm nad temenem kolejnice. Je bezbariérově přístupná. Cestujícím je k dispozici přístřešek.
Bezprostředně u zastávky se v km 10,513 nachází přejezd P6683, který je zabezpečen světelným přejezdovým zabezpečovacím zařízením bez závor. Jedná se o úrovňové křížení tratě a silnice II/449.

## Provoz
Zastávku k jízdnímu řádu pro rok 2025 obsluhují pravidelné osobní vlaky Českých drah na lince M41 ve směru Červenka a Senice na Hané (příp. Prostějov hlavní nádraží). Zastávka je zařazena do Integrovaného dopravního systému Olomouckého kraje (zóna 88).